# 하이뎬황좡역
하이뎬황좡역(영어: 海淀黄庄站)은 중국 베이징시 하이뎬구 하이뎬 가도와 중관춘 가도의 접경인 중관춘 대가, 하이뎬 남로, 즈춘로 교차로에 위치한 베이징 지하철 4호선과 10호선의 환승역이다.

## 역 설명

### 토건
중관춘 대가(中关村大街)와 즈춘로(知春路)는 모두 베이징시의 중요한 교통 간선도로이며, 4호선과 10호선은 아직 개착되지 않았디. 황좡역은 3단 아치형의 3경간 복층 역사로 이루어졌으며, 본체는 폭 약 20 m, 높이 약 15 m, 천장은 지면으로부터 불과 5.23 m 떨어져 있다. 황좡역의 4호선 승강장과 10호선 승강장은 동시에 건설되어 是中国大陆第一座采用全暗挖施工技术同步建造的十字交叉换乘车站， 또한 건설 당시 중국에서 가장 규모가 크고 구조체계가 복잡했던 암굴착역이기도 하였으며, 토공 규모는 지하에 6층짜리 굴착하는 규모였다.  또한 하이뎬진(海淀镇)은 원래 수도망이 종횡으로 펼쳐져 修建中关村大街时只是填土草草了事，공사상의 지질조건이 매우 나빴다.

### 예술작품
10호선에는 7개의 주요 장식물이 있다. 1기의 하이뎬황좡역 지붕과 기존의 아치형 구조는 중관춘의 지리적 위치를 반영하고 공업 과학 기술의 구조와 재질의 미를 나타낸다.

### 역 구조
하이뎬황장역은 지하역으로, 두 역의 승강장 본체는 섬식-상대식이 십자형으로 교차한 형태이며, 두 역의 환승은 '대합실+통로' 양방향으로 통행한다. 하이뎬황장역은 지하 2층으로 이루어져 있으며, 지하 1층은 4호선 분리식 대합실과 10호선 상대식 승강장으로, 완만한 슬로프형 통로로 연결되어 있으며, 지하 2층은 10호선 분리식 대합실과 4호선 섬식 승강장으로 이루어져 있다. 4호선에서 10호선으로 갈아타기 위해선 승강장 양끝 에스컬레이터에서 대합실층으로 올라가 10호선 승강장으로, 10호선에서 4호선으로 갈아타기 위해선 반대로 4호선 대합실을 통하여, 다시 에스컬레이터에서 4호선 승강장으로 내려간다.
| 지면층                              | 출구                                | A—D출구                                    |
| 지하 1층 4호선 대합실 10호선 승강장 | 4호선 북대합실                      | 고객 센터·자동발매기·개집표기              |
| 지하 1층 4호선 대합실 10호선 승강장 | 상대식 승강장, 오른쪽 출입문이 열림 |                                            |
| 지하 1층 4호선 대합실 10호선 승강장 | ←                                   | ■ 10호선 외선순환(쑤저우제)                |
| 지하 1층 4호선 대합실 10호선 승강장 | →                                   | ■ 10호선 내선순환(즈춘리)                  |
| 지하 1층 4호선 대합실 10호선 승강장 | 상대식 승강장, 오른쪽 출입문이 열림 |                                            |
| 지하 1층 4호선 대합실 10호선 승강장 | 4호선 남대합실                      | 고객 센터·자동발매기·개집표기              |
| 지하 2층 4호선 승강장 10호선 대합실 | 10호선 동대합실                     | 고객 센터·자동발매기·개집표기              |
| 지하 2층 4호선 승강장 10호선 대합실 | ←                                   | ■ 4호선 안허차오베이 방면(중관춘)          |
| 지하 2층 4호선 승강장 10호선 대합실 | 섬식 승강장, 왼쪽 출입문이 열림     |                                            |
| 지하 2층 4호선 승강장 10호선 대합실 | →                                   | ■ 4호선 톈궁위안 방면 (다싱 선) (인민대학) |
| 지하 2층 4호선 승강장 10호선 대합실 | 10호선 서대합실                     | 고객 센터·자동발매기·개집표기              |

### 대합실
하이뎬황장역 지하 1층에는 2개의 대합실이 있는데, 각각 하이뎬황장로 남북쪽에 위치하고 있다. 북대합실 남쪽, 남대합실 북쪽에는 각각 10호건 외선순환, 내선순환 승강장으로 이어지는 환승통로 입구가 있다.

### 승강장
하이뎬황장역 10호선 승강장은 지하 1층 하이뎬 남로 지하에 위치한 상대식 승강장이며, 외선순환 승강장은 북쪽에, 내선순환 승강장은 남쪽에 있으며 이 남쪽에 환승통로가 있다.
4호선 승강장은 지하 2층 중관춘 대가 지하에 있는 섬식 승강장으로, 남북 양끝에는 대합실로 이어지는 계단과 에스컬레이터, 엘리베이터가 설치되어 있다. 2020년 11월 27일 4호선 승강장에 자동심장충격기가 설치됐다.

### 출구
|                         |              |             | |      |
|                         |              |             | |      |
| 중국어주석              | 출구         | 지시        | 출구 인근 | 照片 |
| 서북구(西北口)          | 出口 · A · 1 | 하이뎬 남로 | 중관춘 빌딩·하이뎬 병원 |      |
| 서북구(西北口)          | 出口 · A · 2 | 중관춘 대가 | 하이뎬구 인민법원·신중관 쇼핑센터·어우메이후이 쇼핑센터                                                                                          |      |
| 동북구(东北口)          | 出口 · B     | 즈춘로      | 하이뎬 극장·중관춘 병원·베이징 대학 부속 고등학교·중관춘 가도사무소                                                                              |      |
| 동남구(东南口)          | 出口 · C     | 즈춘로      | 베이징 중관춘 중학교·인민대학 부중실험 초등학교(人大附中实验小学)·밍톈 유치부 제4 유치원·하이뎬구 교육등록 및 시험센터· 중파 전자 빌딩·판야 빌딩 |      |
| 서남구(西南口)          | 出口 · D     | 하이뎬 남로 | 중국인민대학 출판사·중국인민대학 부설중학교 |      |
| 아이콘 설명: 엘리베이터 |              |             | |      |

### 서적
1. ↑  北京市市政工程设计研究总院 北京市勘察设计研究院有限公司本卷主编 (2008). 《再塑北京——市政与交通工程》. 北京: 中国建筑工业出版社. 133－136쪽. ISBN 978-7-112-09885-9.

### 간행물
1. ↑  贾冬婷 (2007). 陈超. “北京地铁10号线上的塌方事故”. 《三联生活周刊》 (중국어 (중국)) (14). ISSN 1005-3603. 2020년 2월 13일에 원본 문서에서 보존된 문서. 2020년 2월 13일에 확인함.
2. ↑  黄美群 (2010년 3월). “地铁十字交叉换乘车站全暗挖同步建造技术”. 《都市快轨交通》 (중국어) 23 (3): 75–80. doi:10.3969/j.issn.1672-6073.2010.03.017.
3. ↑  路宗存; 王琦 (2008). “北京地铁10号线一期工程车站选型总结与思考”. 《铁道标准设计》 12: 46–49. ISSN 1004-2954. 2014년 2월 24일에 원본 문서에서 보존된 문서. 2011년 12월 18일에 확인함.

### 웹페이지
1. ↑  刘洋薛珺 (2005년 7월 9일). “地铁黄庄站换乘走滚梯(图)_新闻中心_新浪网”. 《news.sina.com.cn》. 新京报. 2019년 9월 3일에 원본 문서에서 보존된 문서. 2019년 9월 3일에 확인함.